# لینو ونتورا
لینو ونتورا (به ایتالیایی: Lino Ventura) (زاده ۱۴ ژوئیه ۱۹۱۹ – درگذشته۲۲ اکتبر ۱۹۸۷) بازیگر ایتالیایی و یکی از مشهورترین ستاره‌های دهه‌های ۵۰ تا ۸۰ میلادی که بیشتر در فیلم‌های فرانسوی ظاهر شده و به ایفای نقش پرداخته‌است. لینو ونتورا از چهره‌های مشخص مکتب نوی فرانسه دهه ۵۰ و ۶۰ میلادی بود. او بدون پشتوانه هنری یکی از بازیگران برجستهٔ سینمای فرانسه و جهان برای سه دهه لقب گرفت.

## زندگی
آنجلینو جوزفه پاسکواله ونتورا (به ایتالیایی: Angiolino Giuseppe Pasquale Ventura) با نام هنری لینو ونتورا (به ایتالیایی: Lino Ventura) در پارما ایتالیا متولد گردید. در سن ۸ سالگی ترک تحصیل کرد و بعد از آن به کارهای مختلفی پرداخت منجمله مکانیکی و کارگری و مدتی نیز به ورزش پرداخت و در مسابقات کشتی فرنگی قهرمانی اروپا در سال ۱۹۵۰ نیز شرکت داشت اما یک مصدومیت بد باعث شد که دیگر نتواند به ورزش ادامه دهد.
در تمام دوران حرفه ای خود یکی از محبوب ترین بازیگران سینمای فرانسه بود. او بدون هیچ لهجه‌ای فرانسوی صحبت می کرد و ایتالیایی را با لهجه مختصری فرانسوی صحبت می‌کرد.
در سال ۱۹۵۳ به‌طور کاملاً اتفاقی، از طریق یکی از دوستانش به ژاک بکر، کارگردان مشهور فرانسوی معرفی شد. ژاک بکر که به‌دنبال یک بازیگر ایتالیایی برای بازی در فیلمش Touchez pas au Grisbi می‌گشت، او را برای بازی در مقابل ژان گابن انتخاب کرد و این سرآغازی بود برای بازی لینو در سینما و همچنین آغازی برای دوستی اش با ژان گابن ستاره مشهور فرانسوی.
ونتورا و گابن پس از آن در فیلم‌های متعددی باهم ظاهر شدند مانند (Razzia (۱۹۵۵، جنایت و مکافات (۱۹۵۶) و Le Rouge est Mis. لینو ونتورا و آلن دلون هم دوستان صمیمی بودند. در دهه ۶۰ در فیلم‌های زیادی ظاهر شد؛ از فیلم‌های درام گانگستری گرفته تا کمدی‌های معمولی.
گرچه او ایتالیایی بود اما فقط در معدودی فیلم ایتالیایی بازی کرد مثل «آخرین داوری» (۱۹۶۱)، «اجساد مشهود» (۱۹۷۶) و «صد روز در پالرمو» (۱۹۸۴). تعداد بسیار زیادی از بازی‌های او از تلویزیون ایران به نمایش درآمده است.
شاید شناخته شده‌ترین نقش او، نقش ژان والژان در فیلم بینوایان (۱۹۸۲) باشد که به خاطر آن نامزد جایزه سزار (اسکار فرانسوی) شد. لینو ونتورا تا آخرین سال‌های عمرش به بازی در فیلم پرداخت. او در ۲۲ اکتبر ۱۹۸۷ سن کلو، فرانسه بر اثر بیماری قلبی دیده از جهان فروبست. وی یک دختر معلول داشت و سازمانی را برای حمایت از معلولان تشکیل داد.
در سال ۱۹۹۹ شهردار ناحیه ۹ پاریس، میدانی را به نام او نامگذاری کرد.

## کارنامهٔ هنری

### سینمایی
| سال  | نام فیلم                                         | کارگردان        | هم بازی                          |
| ---- | ------------------------------------------------ | --------------- | -------------------------------- |
| ۱۹۵۴ | Razzia                                           | هنری دکوئن      | ژان گابن                         |
| ۱۹۵۶ | قانون خیابان‌ها                                   | رالف حبیب       | لوئی دوفونس                      |
| ۱۹۵۶ | جنایت و مکافات                                   | ژرژ لامپن       | ژان گابن                         |
| ۱۹۵۷ | Le Rouge est Mis                                 | ژیل گرانژیه     | ژان گابن و آنی ژیراردو           |
| ۱۹۵۷ | L'Étrange Monsieur Steve                         |                 | ژن مورو                          |
| ۱۹۵۷ | سه روز برای زنده ماندن                           | ژیل گرانژیه     | ژن مورو                          |
| ۱۹۵۷ | بازرس مگره                                       | ژان دلانوآ      | ژان گابن و آنی ژیراردو           |
| ۱۹۵۷ | آسانسوری به سمت اعدام                            | لویی مال        | ژن مورو                          |
| ۱۹۵۷ | عشاق مون پارناس                                  | ژاک بکر         | ژرار فیلیپ و لیلی پالمر          |
| ۱۹۵۹ | شاهدی در شهر                                     | ادوارد مولینارو | ساندرا میلو و فرانکو فابریزی     |
| ۱۹۶۰ | ریسک بزرگ                                        | کلود سوته       | ژان پل بلموندو و ساندرا میلو     |
| ۱۹۶۱ | شیرها رها شده‌اند                                 | آنری ورنوی      | کلودیا کاردیناله                 |
| ۱۹۶۱ | آخرین داوری                                      | ویتوریو دسیکا   | فرناندل                          |
| ۱۹۶۲ | اپرای سه پنی                                     |                 |                                  |
| ۱۹۶۴ | Greed in the Sun                                 | آنری ورنوی      |                                  |
| ۱۹۶۵ | جان‌سپردن (اسلحهٔ دیکتاتور)                        | کلود سوته       | سیلوا کوشچینا                    |
| ۱۹۶۶ | نفس دوباره (دومین باد)                           | ژان-پیر ملویل   |                                  |
| ۱۹۶۷ | ماجراجویان                                       | روبر انریکو     | آلن دلون و جوانا شیمکوس          |
| ۱۹۶۹ | ارتش سایه‌ها                                      | ژان-پیر ملویل   | سیمون سینیوره                    |
| ۱۹۶۹ | دسته سیسیلی‌ها                                    | آنری ورنوی      | ژان گابن، آلن دلون و ایرنه دمیک  |
| ۱۹۷۱ | ولگردهای رم                                      | روبر انریکو     | بریژیت باردو                     |
| ۱۹۷۲ | ماجرا ماجراست                                    | کلود للوش       | ژاک برل                          |
| ۱۹۷۲ | کاغذهای والاچی                                   | ترنس یانگ       | چارلز برانسون و جیل ایرلند       |
| ۱۹۷۳ | سال نو مبارک                                     | کلود للوش       |                                  |
| ۱۹۷۳ | غرب دوردست                                       | ژاک برل         |                                  |
| ۱۹۷۴ | La Gifle                                         |                 | ایزابل آجانی و آنی ژیراردو       |
| ۱۹۷۵ | بازرس فرانسوی                                    | پیر گرانیه دفر  |                                  |
| ۱۹۷۶ | جسدهای سرشناس                                    | فرانچسکو روزی   | فرناندو ری                       |
| ۱۹۷۸ | تماس مدوزا                                       | جک گولد         | ریچارد برتون و لی رمیک           |
| ۱۹۷۸ | پروانه روی شانه                                  | ژاک دوره        |                                  |
| ۱۹۸۰ | عشاق یکشنبه                                      |                 |                                  |
| ۱۹۸۱ | تحت بازداشت                                      | کلود میلر       |                                  |
| ۱۹۸۲ | بینوایان (دهه ۶۰ از ایران پخش شد نقش ژان والژان) | روبر حسین       |                                  |
| ۱۹۸۲ | گردن کلفت                                        |                 | برنارد ژیرودو و کلودیا کاردیناله |
| ۱۹۸۴ | صد روز در پالرمو                                 | جوزپه فررا      |                                  |
| ۱۹۸۶ | شمشیر جیدون                                      | مایکل آندرسون   | راد استایگر                      |